# Calicreína
A calicreína trata-se de um polipeptídeo, de ação proteolítica, que age sobre os substratos protéicos de diferente natureza. Sua presença foi determinada pela injeção de saliva no sangue, após a qual a pressão arterial caiu por curto tempo, devido à sua ação vasodilatadorora. 
A calicreína tem ação vasodilatadora direta, mas também indireta, pela sua característica proteolítica. Age sobre um substrato protéico plasmático (bradicinogênio), quebrando a molécula, e dando lugar a plamacininas, principalmente bradicinina e kalidina que são potentes vasodilatadores.

## Secreção salivar
A importância da calicreína, para a secreção salivar parece estar no controle do fluxo sangüíneo da glândula, apropriando-os à maiores exigências funcionais da glândula, por exemplo, quando há uma excitação parassimpática.